# Clan Aycinena
El clan Aycinena fue conformado por los miembros de la familia Aycinena en Guatemala en el siglo xix, quienes eran ricos comerciantes, descendientes del marqués Juan Fermín de Aycinena, que negociaban directamente con la metrópoli española durante la colonia. Poseían el monopolio comercial y eran beneficiarios de altos puestos en la administración colonial y en la Iglesia Católica.
Tras la invasión del general Morazán a Guatemala en 1829, fueron expulsados de las provincias de Centroamérica, hasta que lograron retornar, luego que el general Rafael Carrera arrebatara el poder a los liberales en Guatemala.

## Historia

### Juan Fermín de Aycinena e Irigoyen

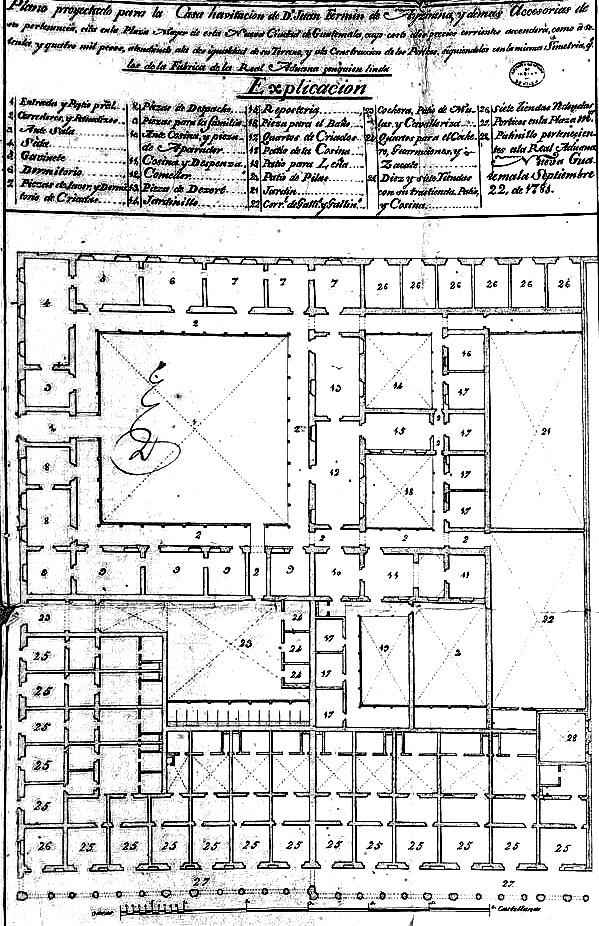
Plano de la mansión Aycinena en la Plaza Central de la Nueva Guatemala de la Asunción.

El fundador del clan Aycinena fue Juan Fermín de Aycinena, proveniente de los descendientes de la realeza de Navarra, de donde emigró al Virreinato de Nueva España, en donde se estableció en el comercio utilizando mulas para transportar mercancías desde la costa hasta el interior del país. Más tarde, disgustado por ciertas medidas del Virrey, vendió su negocio y se trasladó a la Capitanía General de Guatemala, en donde invirtió su dinero en haciendas en las provincias de Guatemala y El Salvador.
Se dedicó a la cosecha de añil, rehabilitando esa industria. Su fortuna creció exponencialmente, y llegó a establecer una entidad bancaria en la ciudad de Santiago de los Caballeros de Guatemala. Tras la destrucción de la ciudad de Santiago de los Caballeros por los Terremotos de Santa Marta en 1773, el Capitán General Martín de Mayorga lo nombró como miembro de la comisión encargada de la construcción de la nueva capital en la Nueva Guatemala de la Asunción. En reconocimiento a su labor durante la reconstrucción de la ciudad, el capitán general le cedió el flanco sur de la Plaza de Armas en donde construyó edificios comerciales, entre ellos el Portal del Comercio y el Pasaje Aycinena.

### Reformas borbónicas
Para 1810, la defensa del Imperio Español estaba en manos de los criollos americanos que tenían fuertes lazos de unión con la península ibérica; en Centroamérica, José Alejandro Aycinena y Carrillo, combatiendo con el grado de coronel junto con José María Peinado, suprimió eficazmente el intento de una sublevación popular generalizada como la liderada por el cura Miguel Hidalgo y Costilla en la Nueva España, y sorprendiendo incluso al Capitán General José de Bustamante y Guerra, representante del absolutismo de Fernando VII en Centroamérica.

### Cortes de Cádiz
Entre 1811 y 1816, Aycinena y Carrillo inició una poderosa carrera política que le permitió ahogar las intenciones de los criollos liberales centroamericanos gracias a sus influencias en España, mientras que varios representantes del Clan Aycinena se hicieron con el poder en las intendencias de Centroamérica: El mismo Aycinena y Carrillo asumió la Intendencia de San Salvador en 1811, y luego la dejó en manos de su correligionario, José María Peinado, en 1812, al mismo tiempo que José Piñol y Muñoz se hacía cargo de la Intendencia de Comayagua y el teniente coronel Juan Nepomuceno Batres era nombrado Intendencia de Ciudad Real de Chiapas.
Hacia 1817, los cabildos provinciales de las intendencias mostraban una pujanza que contrastaba con el decaimiento de la autoridad de la Real Audiencia; en esos momento, la figura del intendente y sus dependencias demostraron ser muy eficaces para movilizar a los cabildos criollos en las regiones de Honduras, Nicaragua y Costa Rica, regiones que habían experimentado una menor presencia de la élite guatemalteca desde que se implmentaron los sistemas de intendencias en 1786.
En 1820, el golpe militar dado a Fernando VII en Madrid obligó a restituir las leyes liberales de Cádiz anuladas en 1814 por el propio rey; esto significaba que los miembros del Clan Aycinena se verían afectados en sus intereses porque perderían el monopolio comercial que ostentaban y el diezmo obligatorio que tenía la Iglesia Católica. Tras la Independencia de Centroamérica, los Aycinena pujaban por mantener su dominio mercantil en alianza con el Consulado de Comercio mexicano, soporto económico del emperador Iturbide.

### Independencia de Centroamérica
Tras las elecciones convocadas por el Capitán General Gabino Gaínza, la red del clan obtuvo la mayoría de diputaciones; además, México se independizó de España gracias al general conservador Agustín de Iturbide que dejó en suspenso las reformas liberales y a los miembros del alzamiento rural del cura Miguel Hidalgo y Costilla. Gaínza fue llamado con argucias a México y en su lugar quedó el brigadier general mexicano Vicente Filísola a quien Iturbide envió para pacificar la provincia de El Salvador, que se resistía a la anexión al imperio mexicano por desconfiar del poder del clan Aycinena. Pero en 1823, Iturbide fue derrocado por el general liberal Antonio López de Santa Anna y Filísola tuvo que regresar a México; antes de partir, dado que Fernando VII había retomado el poder en España y esto favorecía a los liberales, convocó a un congreso centroamericano con la esperanza de evitar la guerra entre el clan Aycinena y los criollos liberales del resto de las provincias.
En 1823 se iniciaron las pugnas entre los liberales, conformados por criollos que se sentían explotados por los miembros del clan Aycinena, que tenía el monopolio comercial de la región, y los conservadores, que eran el clan Aycinena y las órdenes regulares.
Damas del Clan Aycinena retratadas por Francisco Cabrera en la década de 1820

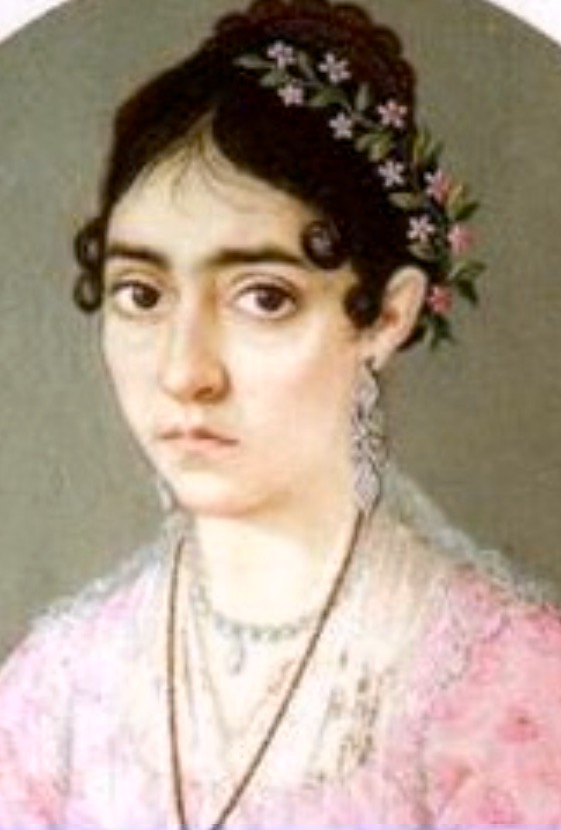
María Josefa Pavón y Arrivillaga
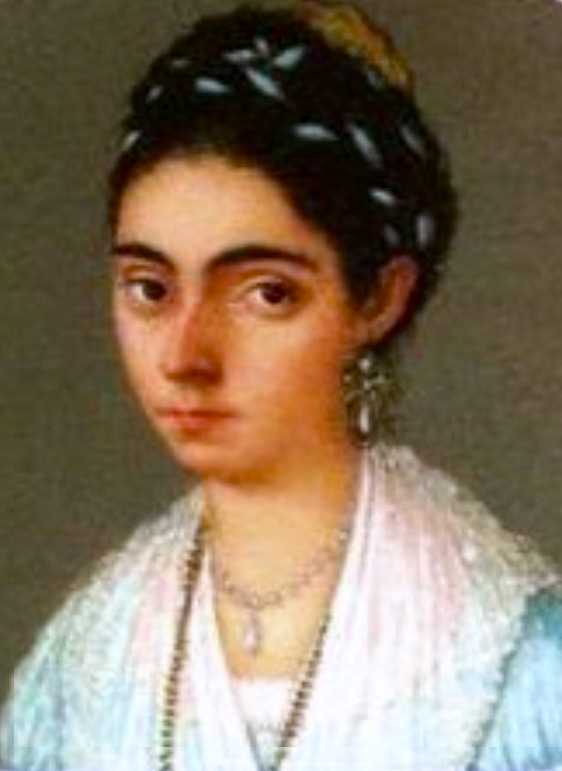
María Manuela Aycinena y Piñol
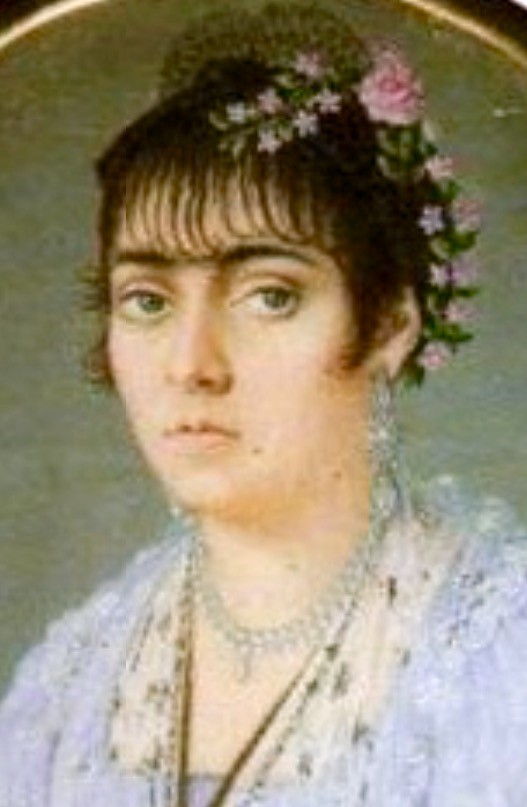
María Manuela Sánchez de Perales
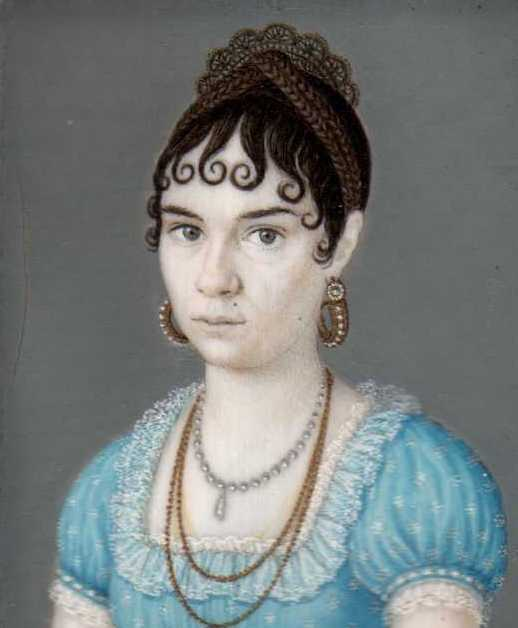
María Petrona Micaela Sánchez de Perales

### Expulsión del Clan de Centroamérica
En 1826 se inició la lucha entre el gobierno federal controlado por Mariano de Aycinena y Piñol y las naciones disidentes de la Federación Centroamericana, quienes fueron dirigidas por varios caudillos, hasta que finalmente tomó el control el general Francisco Morazán que invadió Guatemala y llegó la Nueva Guatemala de la Asunción. Mariano de Aycinena tomó medidas urgentes ante la inminente invasión e incluso su hermana María Teresa -quien era una monja carmelita y era reconocida como una santa mujer que tenía comunicación con Cristo por las autoridades eclesiásticas de la época- aprovechaba los sermones dominicales para predicar que se hiciera lo que su hermano ordenaba y no apoyar a las huestes de Satanás dirigidas por Morazán. El general Morazán tomó la ciudad, hizo capitular al gobierno y luego expulsó a ciento ochenta familias relacionadas con el Clan Aycinena, y a la mayoría de los miembros de las órdenes regulares de la Iglesia Católica. Tras estar recluidas en la Mansión Aycinena y luego en el edificio de la Universidad de San Carlos de Guatemala, las familias del clan tuvieron que salir con lo que tenían puesto hacia Panamá, y sus bienes fueron rematados entre los criollos liberales y algunos mestizos; por su parte, Morazán también despojó a los miembros del partido conservador en El Salvador y Honduras.

### Retorno del Clan a Centroamérica
El descontento hacia Mariano Gálvez también crecía ya que sus políticas positivistas chocaban con la opinión de muchos guatemaltecos católicos practicantes, quienes tampoco se adaptaban leyes en el área jurídica y en la administrativa que eran ineficientes para el país.
En 1837 inició la lucha armada contra el régimen de Francisco Morazán, presidente de las República Federal de Centroamérica; Carrera luchó contra quien gobernaba el Estado de Guatemala, el doctor José Mariano Gálvez, liberal al igual que Francisco Morazán. Fue el máximo dirigente de las fuerzas insurgentes, entre las que se encontraban numerosos indígenas. La razón por la que contó con el apoyo de los indígenas fue que el 9 de junio de 1837, el gobierno del Estado de Guatemala había vuelto a implantar el tributo indígena que había sido suprimido desde tiempo colonial por las Cortes de Cádiz en 1820. Los insurgentes empezaron las hostilidades por medio de una guerra de guerrillas: atacando poblaciones sin dar oportunidad de tener encuentros con las tropas del gobierno. Al mismo tiempo, se propagaba la idea de los enemigos clericales de Gálvez, que lo acusaban del envenenamiento de las aguas fluviales para propagar el cólera morbus a la población cuando en realidad las causas eran el crecimiento de la población y la poca capacidad de la estructura sanitaria del país. Esta acusación favoreció a los objetivos de Carrera, poniendo a una gran parte de la población en contra de Mariano Gálvez y de los liberales en general.
Entre sus batallas destacan: la del cuartel de Mataquescuintla; la de Ambelis en Santa Rosa, derrotando al ejército comandado por Teodoro Mejía; la del 7 de diciembre de 1837 en la plaza de Jalapa donde fue derrotado; y el 13 de enero de 1838 donde fue atacada la Guarnición de Guatemala. Algunos de estos hechos militares estuvieron acompañados por lamentables hechos cometidos por ambos bandos, como robos, asaltos, allanamientos y asesinatos a gente indefensa. En particular, el gobierno de Gálvez, al enterarse de que Carrera era el líder de la revuelta, invadió Mataquescuintla y capturó a su esposa, Petrona García, a quien los soldados tomaron por la fuerza; al enterarse Carrera, juró vengar el ultraje hecho a su mujer, y acompañado de ésta reinició la lucha con nuevos bríos. Petrona García, inflamada por el deseo de venganza, cometió numerosas atrocidades en contra de las tropas liberales, al punto que muchos correligionarios de Carrera le temían más a ella que al propio caudillo, a pesar de que Carrera para entonces mostraba ya los rasgos de liderazco y pericia militar que lo caracterizarían.
La lucha había tomado tintes de guerra santa, pues eran los párrocos del clero secular quienes arengaban a los campesinos a defender los derechos de la santa religión y a combatir a los ateos liberales; el propio Carrera había sido educado por el párroco de Mataquescuintla quien lo había instruido en la religión católica en los vejámenes que ésta sufría bajo el poder de los liberales. Otro factor que influyó en la revuelta fueron las concesiones que dio el gobierno liberal de Francisco Morazán a los ingleses —a quienes llamaban «herejes» por su condición de protestantes; en Guatemala se les había dado Belice y la Haciendo San Jerónimo en Salamá —la cual era la propiedad más cara y rentable que los liberales habían decomisado a los dominicos en 1829; el contrabando de artículos ingleses provenientes de Belice había empobrecido a los artesanos guatemaltecos, quienes se unieron a la revuelta de Carrera. Los sacerdotes anunciaron a los nativos que Carrera era su ángel protector, que había descendido de los cielos para tomar venganza sobre los herejes, los liberales y los extranjeros y para restaurar su dominio antiguo. Idearon varios trucos para hacerles creer a los indios esta ilusión, los cuales fueron anunciados como milagros. Entre ellos, una carta fue lanzada desde el techo de una de las iglesias, en medio de una vasta congregación de indígenas. Esta carta supuestamente venía de la Virgen María, la cual comisionaba a Carrera a liderar una revuelta en contra el gobierno.
Para contrarrestar los violentos ataques de la guerrilla campesina, el gobernador del Estado de Guatemala Mariano Gálvez aprobó y luego alabó el uso de la política de tierra arrasada en contra de los pueblos alzados; esto motivó que varios de sus partidarios le aconsejaran que desistiera de esa táctica pues solamente contribuiría a incrementar la revuelta. A principios de 1838, José Francisco Barrundia y Cepeda, jefe liberal de Guatemala y decepcionado de la gestión de Gálvez por sus atrocidades, gestionó para llevar a la Ciudad de Guatemala a Carrera, para combatir al Jefe de Estado; Para ese año, la situación en Guatemala era insostenible: la economía se encontraba paralizada por la poca seguridad de los caminos y se llegó al punto en que los liberales negociaban con Carrera para poner fin a este enfrentamiento aunque era inevitable. Gálvez sale del ejercicio del poder el 31 de enero de 1838 ante el «Ejército de los Pueblos» al mando de Rafael Carrera que inició la penetración en la ciudad de Guatemala con un ejército de entre diez mil a doce mil hombres, luego del acuerdo a que llegó Carrera con Barrundia y Cepeda. Barrundia creó un periódico en el que se dedicó a destruir completamente a Gálvez, quien a su vez trató de acercarse a los conservadores y solicitó ayuda a Francisco Morazán, presidente de la República Federal de Centroamérica pero que definitivamente no logró salvar al gobierno de Guatemala.
Las tropas victoriosas de Carrera, al grito de «¡Viva la religión!» y «¡Fuera los herejes extranjeros!» y constituidas principalmente por campesinos pobremente armados, tomaron la Ciudad de Guatemala y se dedicaron al pillaje y a destruir los edificios del gobierno liberal, incluyendo el Palacio Arzobispal, que era en donde residía Gálvez y la casa del presentante inglés William Hall. Para detener a la turba, Carrera pidió al decano de la Catedral, Antonio Larrazábal, que abriera las puertas del edificio, que habían permanecido cerradas desde 1829; Larrazábal se opuso terminantemente diciendo que al sagrado recinto no ingresaba chusma y mucho menos armada; Carrera entonces le colocó un cuchillo en el cuello y volvió a pedirle que por favor abriera las puertas. Larrazábal dio órdenes para que abrieran el recinto, y la turba lo invadió pero lo respetó y así se calmó el ánimo de la milicia.
El 2 de marzo de 1838 fue aceptada por unanimidad en la Asamblea la ausencia del poder del doctor Gálvez, y se iniciaría un período de incertidumbre en el Estado de Guatemala, del que el gran beneficiado sería Rafael Carrera, aunque primero sufriría algunas derrotas. Al caer el gobierno de Gálvez, los representantes criollos de Los Altos aprovecharon para separarse del Estado de Guatemala. El gobernador Valenzuela no pudo hacer nada al respecto, y el congreso de la Federación Centroamericana reconoció al Sexto Estado el 5 de junio de 1838 con una junta de gobierno provisional compuesta por Marcelo Molina Mata, José M. Gálvez y José Antonio Aguilar, mientras que el general mexicano Agustín Guzmán —antiguo oficial del ejército de Vicente Filísola que se había radicado en Quetzaltenango— quedó al mando del ejército del Estado. En diciembre de 1838, Molina Matta fue elegido como Gobernador del Estado de Los Altos, y de inmediato empezó a trabajar en el desarrollo del puerto en el Pacífico y en mejorar las relaciones con el gobierno federal en San Salvador. Los indígenas de Occidente, por su parte, acudieron a la ciudad de Guatemala a quejarse de los líderes altenses ladinos, en especial del Jefe Político de Totonicapán, Macario Rodas, y el Comandante Militar, Agustín Guzmán, quienes les habían impuesto cargas fiscales extraordinarias, no habían derogado el impuesto personal impuesto por el gobierno de Gálvez y habían arrebatado gran parte de sus tierras ejidales. En represalia, las autoridades altenses encarcelaron a los quejosos.

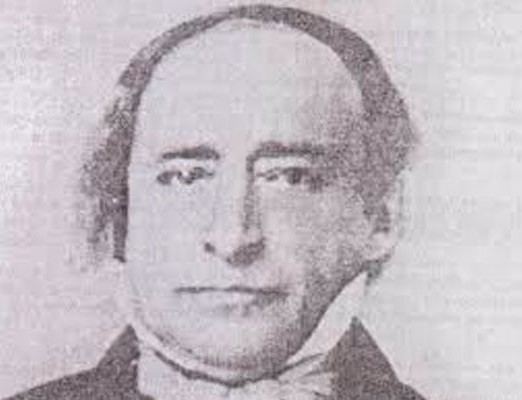
Marcelo Molina Matta, primer presidente de Estado de Los Altos.

Pero el 14 de abril de 1838 los conservadores volvieron a perder el poder del Estado de Guatemala, y Carrera fue confinado a las serranías de Mita. Todo se inició con la incursión de las fuerzas liberales de Morazán y José Francisco Barrundia y Cepeda, quienes ingresaron a Guatemala y al llegar a San Sur, ejecutaron a Chúa Álvarez, suegro de Carrera y colocaron su cabeza en una pica para escarmentar a todos los seguidores de este. Al saberlo, Carrera y su esposa Petrona, que habían salido a enfrentar a Morazán tan pronto como se enteraron de la invasión y se encontraban en Mataquescuintla, juraron que no perdonarían a Morazán ni en la tumba, ya que consideraron que nadie podía respetar a alguien que no podía vengar a su familia. Tras enviar a varios emisarios, a quienes no quiso recibir -en especial a Barrundia a quien le informó que no lo recibía para no matarlo- Morazán inició un fuerte ofensiva de tierra arrasada, destruyendo a los pueblos estaban a su paso y despojándolos de su pocos bienes, y obligando a las fuerzas de Carrera a esconderse en las montañas.

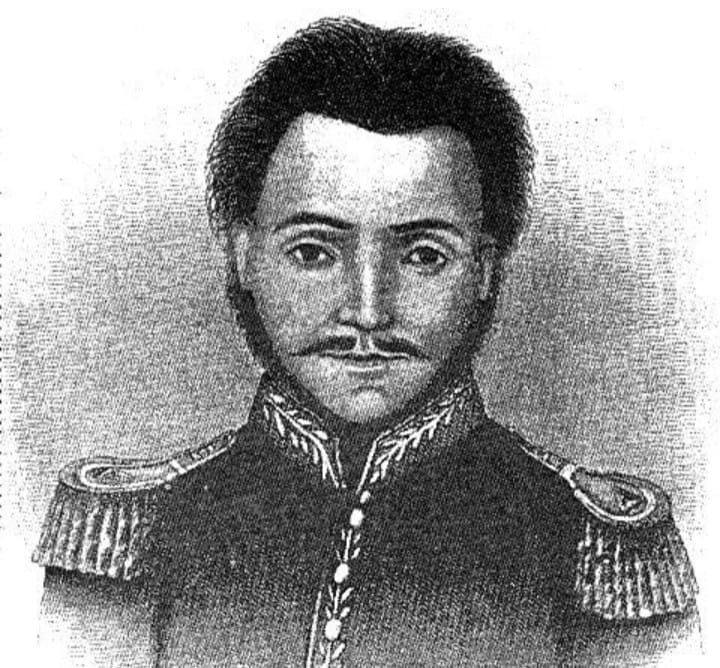
Agustín Guzmán.

Creyendo que Carrera estaba totalmente vencido, Morazán y Barrundia se dirigieron a la Ciudad de Guatemala en fueron recibidos como salvadores por el gobernador Valenzuela y los miembros del Clan Aycinena, quienes incluso propusieron patrocinar uno de los batallones liberales, mientras que Valenzuela y Barrundia pusieron a las órdenes de Morazán los recursos de Guatemala para solventar cualquier problema financiero que tuviera. Los criollos de ambos partidos celebraron hasta el amanecer el hecho de que tuvieran al fin a un caudillo como Morazán, capaz de derrotar a la rebelión del campo. Morazán utilizó los recursos para apoyar a Los Altos y luego sustituyó a Valenzuela por Mariano Rivera Paz, allegado al Clan Aycinena, aunque no le retornó a este los bienes confiscados en 1829; en venganza, Juan José de Aycinena y Piñol votó a favor de la disolución de la Federación Centroamericana en San Salvador un poco más tarde, obligando con ello a Morazán a regresar a El Salvador para luchar por su moribundo mandato federal. En el camino, Morazán incrementó la represión en el oriente guatemalteco, como escarmiento por haber ayudado a Carrera, a quien consideraba vencido.
En septiembre de ese año, Carrera intentó un asalto a la capital de Guatemala, pero el general morazanista Carlos Salazar Castro lo derrotó en los campos de Villa Nueva, y Carrera tuvo que replegarse nuevamente al oriente del Estado, luego de quedar gravemente herido. Tanto los liberales como los conservadores celebraron en la Catedral Metropolitana con un Te Deum pronunciado por Bernardo de Aycinena y Piñol la derrota de Carrera, pues consideraban que era el fin de la sublevación de la montaña, que se había iniciado cuando Morazán expulsó a las órdenes regulares en 1829.

### Invasión y Absorción del Estado de los Altos

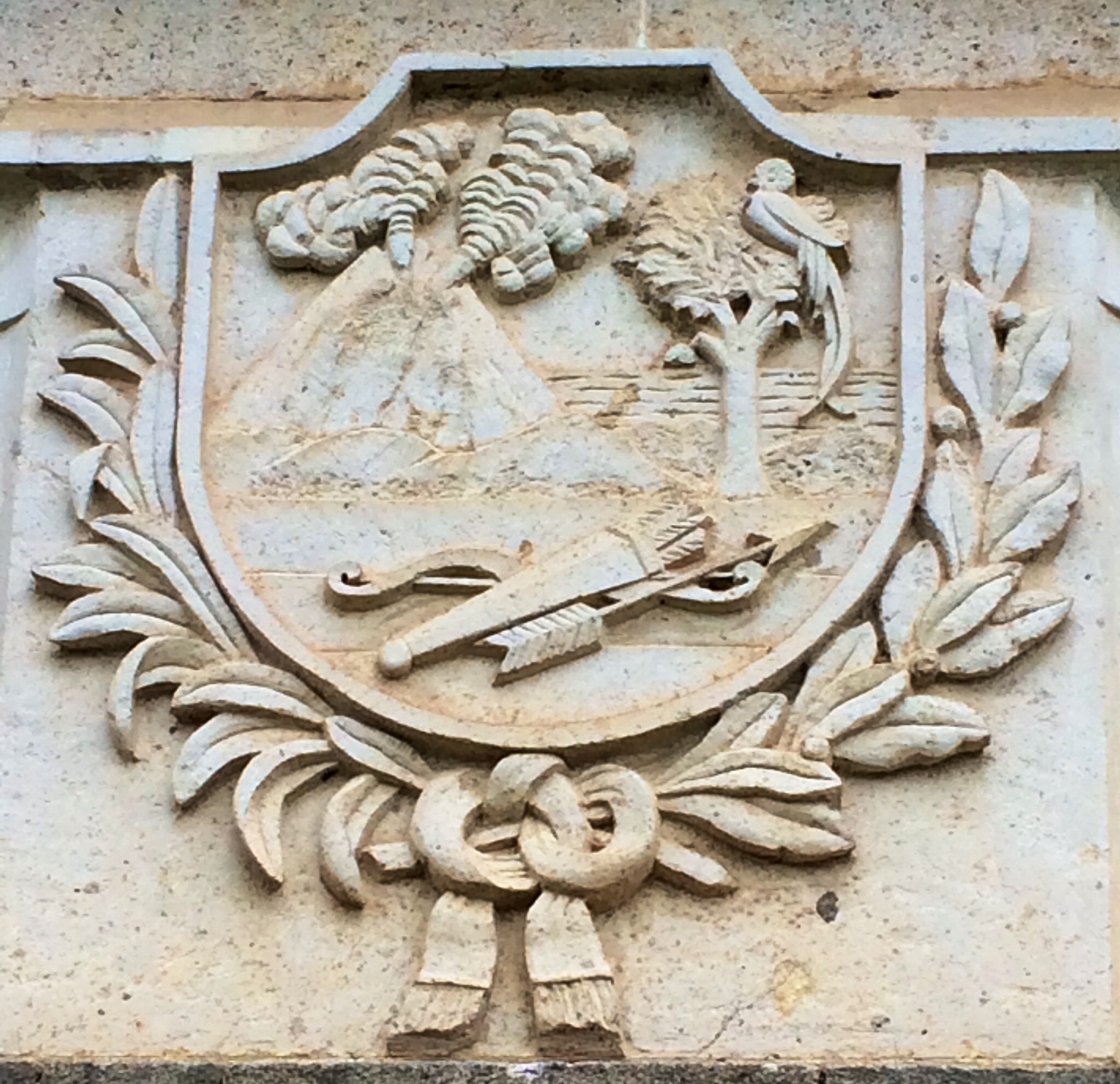
Escudo del Estado de los Altos esculpido en piedra en la tumba de los héroes altenses en el Cementerio de Quetzaltenango.

El 2 de abril de 1838, en la ciudad de Quetzaltenango, un grupo secesionista, con la definitiva desintegración de la Federación Centroamericana, fundó el independiente Estado de Los Altos el cual pretende independizarse de Guatemala. Este estado, era donde se aglutinaban los más importantes miembros del Partido Liberal de Guatemala y los enemigos liberales del régimen conservador, quienes ya no tenían que emigrar a El Salvador, teniendo un estado liberal favorable prácticamente en su país.
Los liberales en Los Altos empezaron a criticar duramente al gobierno conservador de Mariano Rivera y Paz; tenían incluso su propio periódico: El Popular, que contribuyó a las duras críticas. Además, existía el hecho de que Los Altos era la región con mayor producción y actividad económica del antiguo Estado de Guatemala; sin Los Altos, los conservadores perdían muchos de los méritos que sostenían al Estado de Guatemala en la hegemonía de Centroamérica. Entonces, el gobierno de Guatemala intentó llegar a una solución pacífica, pero los altenses, amparados en el reconocimiento del congreso de la Federación Centroamericana no la aceptaron; el gobierno de Guatemala entonces recurrió a la fuerza, enviando al general en jefe del Ejército Rafael Carrera a someter a los Altos.
Carrera venció al general Agustín Guzmán y luego entró a Quetzaltenango, en donde impuso un régimen conservador duro y hostil para los altenses. Llamando a todos los miembros del cabildo les dijo tajantemente que se portaba bondadoso con ellos por ser la primera vez que lo desafiaban, pero que no tendría piedad si había una segunda vez. Finalmente, el general Guzmán, y el jefe del Estado de Los Altos, Marcelo Molina, fueron enviados a la capital de Guatemala, en donde fueron exhibidos como trofeos de guerra durante un destile triunfal el 17 de febrero de 1840; en el caso de Guzmán, engrilletado, con heridas aún sangrantes, y montado en una mula.

### Segunda Invasión de Morazán a Guatemala
| «Todo hombre desde la edad de 14 a 50 años se presentará en el término de seis horas a tomar las armas en la casa municipal. El que no se presentara, pasado ese término, será considerado como sospechoso. Se declara la ciudad en estado de sitio.» —Rafael Carrera Tomado de: Hernández de León, F. (16 de marzo de 1959). «El capítulo de las efemérides: Invasión de Morazán». Diario La Hora (Guatemala). |

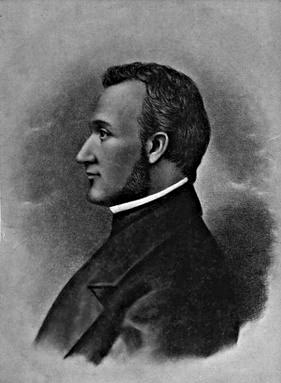
General Francisco Morazán.
Intentó invadir a Guatemala por segunda ocasión en 1840 luego de haber invadido en 1829 y expulsado a los miembros del Clan Aycinena y las órdenes regulares. En 1840 fue vencido por Carrera de manera aplastante, marcando el fin de su carrera en Centroamérica.

El 18 de marzo de 1840, siendo Morazán jefe liberal de Estado de El Salvador, invadió a Guatemala con mil quinientos soldados para vengar el ultraje hecho a los vencidos en Los Altos y temiendo que esta acción fuera a terminar con los esfuerzos liberales de mantener unida a la Federación Centroamericana. En forma similar a su primera invasión, llegó hasta Barberena prácticamente sin ser molestado. Guatemala tenía un cordón de vigilantes desde la frontera con El Salvador; a falta de telégrafo, los hombres corrían llevando los mensajes de última hora. Con la información de estos mensajeros, Carrera urdió su plan de defensa dejando a su hermano Sotero a cargo de tropas que presentarían una leve resistencia en la ciudad.
Carrera fingió huir y llevó al improvisado ejército a las alturas de Aceituno ya que únicamente contaba con cerca de cuatrocientos hombres e igual número de cargas de fusilería, más dos cañones viejos. La ciudad quedó a merced del ejército de Morazán, con las campanas de sus veintidós templos tañendo por socorro divino. Una vez Morazán llegó a la capital, la tomó fácilmente y liberó a Guzmán, quien inmediatamente partió para Quetzaltenango para dar la noticia de que Carrera estaba derrotado; Carrera entonces, aprovechando que los enemigos se creían victoriosos, aplicó una estrategia de concentración de fuego en el Parque Central de la ciudad y la complementó con la táctica del ataque sorpresa con la cual provocó grandes bajas al ejército de Morazán para, finalmente, obligar a los sobrevivientes a luchar cuerpo a cuerpo. Ya en tal escenario de combate, los soldados de Morazán perdieron la iniciativa del ataque y su superioridad numérica. Además, desconocían la ciudad en que peleaban y tuvieron que pelear y cargar sus muertos y atender a sus heridos cuando aún resentían el cansancio por la larga marcha desde El Salvador a Guatemala.
De tal suerte que Carrera, para entonces ya un experimentado militar supo plantar cara y batalla a Morazán hasta derrotarlo de manera fulminante, al grado que este, ayudado por Ángel Molina que conocía los callejones al oeste de la ciudad, tuvo que huir con sus predilectos disfrazado y gritando «¡Qué viva Carrera!» por el barranco del Incienso hacia El Salvador, para salvar la vida. En su ausencia, Morazán había sido relevado del cargo de Jefe de Estado de ese país, razón por la cual hubo de embarcar hacia el exilio en Perú.
En Guatemala, los salvadoreños sobrevivientes fueron fusilados sin piedad, mientras Carrera estaba fuera en persecución de Morazán, a quien no logró darle alcance. Este lance selló definitivamente el estatus del general Carrera y marcó el ocaso de Morazán.
Por esos años, el antropólogo John Lloyd Stephens viajó a Guatemala y estuvo en la frontera entre Guatemala y Honduras; Stephens hizo la siguiente descripción de las tropas de Carrera en ese entonces: «las tropas de Carrera habían regresado de San Salvador, y ocupado toda la línea de villas hasta la capital. Eran su mayoría indígenas, ignorantes, intempestivos y fanáticos que no podrían comprender mi carácter oficial, no podían leer mi pasaporte y, en el estado de cosas en que se encontraba el país, podrían tener sospechas de mí. Ya habían cometido grandes atrocidades; no había ni un cura en todo el camino; e intentar proseguir sería exponerme a robo y asesinato. Quería seguir mi camino con muchas ansias, pero hubiera sido una locura proseguir; de hecho, ningun dueño de mulas hubiera aceptado ir conmigo, y me ví obligado a regresar a Chiquimula».

### Aniquilación definitiva del Estado de Los Altos
| «Se hablaba de él como "Rey de los Indios". Dada su autoridad, con una palabra podría causar la matanza de todos los blancos sin duda alguna.» —John Lloyd Stephens |

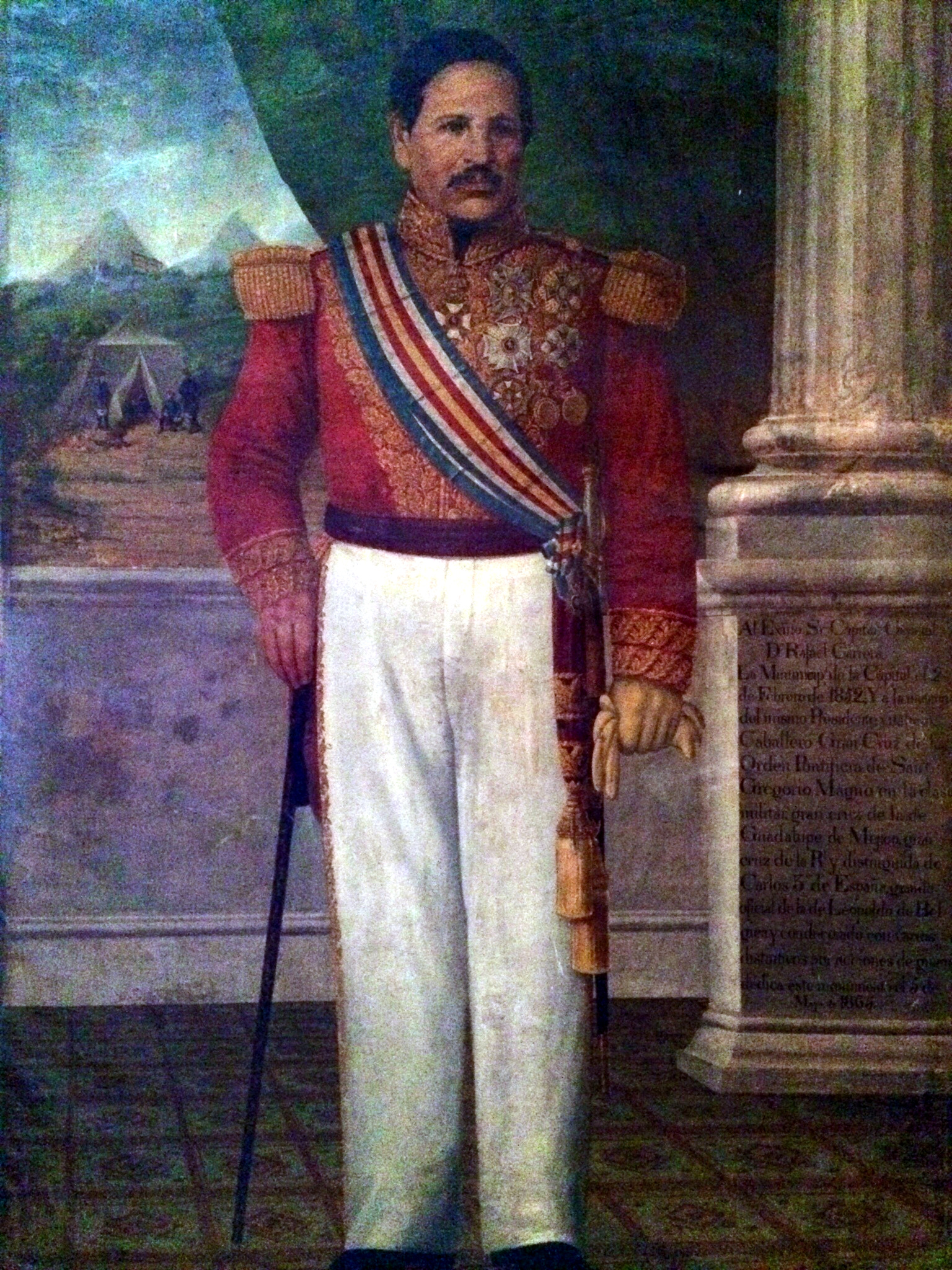
Capitán General Rafael Carrera.

Cuando Guzmán llegó a Quetzaltenango con la noticia de que Morazán había triunfado en la ciudad de Nueva Guatemala de la Asunción, la élite criolla liberal de la ciudad declaró nuevamente vigente el Estado de Los Altos. Carrera, envió al militar salvadoreño Francisco Malespín a avisar a las comunidades k'iche' y k'achikel que se prepararan nuevamente a combatir a los criollos quetzaltecos, y luego salió para Quetzaltenango decidido a escarmentar a los liberales quetzaltecos. Al conocer esta noticia, la mayoría de los miembros del cabildo salió huyendo y los pocos que quedaron quisieron retractarse y pedir perdón por haber tratado de formar el estado nuevamente. Pero mientras los indígenas de la región perseguían a los criollos que huyeron, Carrera apresó a los miembros del cabildo que se habían quedado y luego los mandó a fusilar, a pesar de que la población altense que murmuraba «¡Masacre! ¡Masacre!» Como resultado, los criollos liberales quedaron debilitados y mermados, y conservadores capitalinos atemorizados; pero las poblaciones indígenas de Quetzaltenango se dieron cuenta de que tenían un aliado fuerte en Carrera.
Cuando Carrera regresó a Guatemala a atender a su madre agonizante, los liberales de la ciudad salieron huyendo y el temor hizo presa de los conservadores del Clan Aycinena, pues estaba claro que, de haberlo querido, Carrera hubiera llevar la venganza indígena y aniquilar a todos los blancos. Lo único que evitó una nueva masacre fue el hecho de que Carrera necesitara del dinero del Clan Aycinena para pagarle a sus tropas.

### Creación de la República de Guatemala
Rafael Carrera fue el último gobernador del Estado de Guatemala y el primero de la República. Asumió el poder en 1844, nombrado por el clero y del partido conservador dirigido por el Clan Aycinena. Por ese entonces, José Milla y Vidaurre, era liberal, y le escribió este himno crítico y mordaz al teniente general Carrera, himno que los liberales memorizaron de tanto repetir, a pesar de su escasa calidad poética:
Himno Patriótico, en loor del Exmo. Teniente general, R. Carrera Jefe del Ejército, etc. con motivo de la expedición salvadoreña:
Quia pulvis es, et in pulverem reverteris

Porque eres polvo, y en polvo te convertirás
| «Hijo de la miseria y de la nada Tiranuelo opresor de un pueblo inerme Zorra cobarde que acomete osada a un gallinero que tranquilo duerme. General, Director, héroe, caudillo; Arcángel, qué sé yo cómo te llaman. Entre bordados mal envuelto pillo Ya los pueblos, de ti venganza claman. Por entre esa comparsa de malvados, Digna guardia de honor de tu persona, Ellos van a pasar desesperados A romper en tu frente tu corona. En pos del enemigo corres tarde, teniente general, pues ha sonado Al fin tu hora falta, tiembla cobarde, Dentro de tus harapos de soldado.» | «Excecrada y maldita tu memoria, Excecrado será cuanto tú hiciste, Y si ha de hablar de ti, dirá la historia, Que tú ni aun ser déspota supiste. Lobos, País, Carrera, veteranos Del crimen, y en el terror de las banderas, Farsa vil y burlesca de tiranos, Parodis de Cartuch son charreteras. Aycinena, Pavón fuera señores, Fuera con vuestro rancio servilismo, ¿Soñásteis ser tal vez conservadores, O darnos una burla del torismo? Honorable Marqués, no más Bretaña, No más status quo ni tiranía: Vaya que su excelencia... no se engaña, Sin el statuquo, por Dios, ¿qué haría? [...]» |

Tomado de: Hernández de León, Federico (30 de mayo de 1959). «El Capítulo de las Efemérides». Diario La Hora..
Como nota curiosa, debe indicarse que Carrera no sólo no persiguió a Milla y Vidaurre, sino que dos años después, cuando Milla se hizo conservador, Carrera lo invitó a formar parte de su gobierno, en el que sirvió en diferentes posiciones hasta 1871; Milla también llegó a ser amigo y consejero de Carrera.

### Exilio de Rafael Carrera en 1848
En 1848, la situación de Guatemala era caótica y los liberales lograron que Rafael Carraera dejara el gobierno de la República de Guatemala, la cual se había constituido el 21 de marzo de 1847.. El 26 de agosto de 1848, durante la breve ausencia de Carrera del poder central, los capitulares quetzaltecos, con el apoyo del Presidente de El Salvador, Doroteo Vasconcelos, y de la facción anticarrerista de Vicente y Serapio Cruz, proclamaron, una vez más, su segregación de Guatemala con Agustín Guzmán como presidente interino y, el 5 de septiembre, eligieron un gobierno interino dirigido por Fernando Antonio Martínez. La existencia del Sexto Estado todavía se prolongó hasta el 8 de mayo de 1849, cuando el general Guzmán fue a entrevistarse con representantes del presidente Paredes a la Antigua Guatemala, momento que fue aprovechado por Rafael Carrera para tomar Quetzaltenango y quedarse en la plaza; para entonces, Carrera ya contaba con el apoyo militar del Corregidor de Suchitepéquez, José Víctor Zavala.
Al enterarse de esto, y de que Carrera tenía amplio apoyo de las etnias k'iche', q'anjobal, mam, y jacalton cuyo fuerza era terrible, Batres Juarros aconsejó al presidente Mariano Paredes que negociara con Carrera, porque de esa forma sólo tendría el frente oriental con los rebeldes Agustín Reyes -que ha habían asesinado al expresidente Mariano Rivera Paz y Vicente Cruz, hermano de Serapio Cruz cuando habían intentado tomar posesión como corregidor de Jalapa- aduciendo que Carrera le convenía más a los conservadores por la facilidad con la que había tomado la plaza de Quetzaltenango y controlado a la población indígena. Juarros, indudablemente, temía que de no pactar con Carrera, se desencadenaría una situación similar a la que se estaba dando en Yucatán con la Guerra de Castas.

### Declaración de Carrera como presidente vitalicio

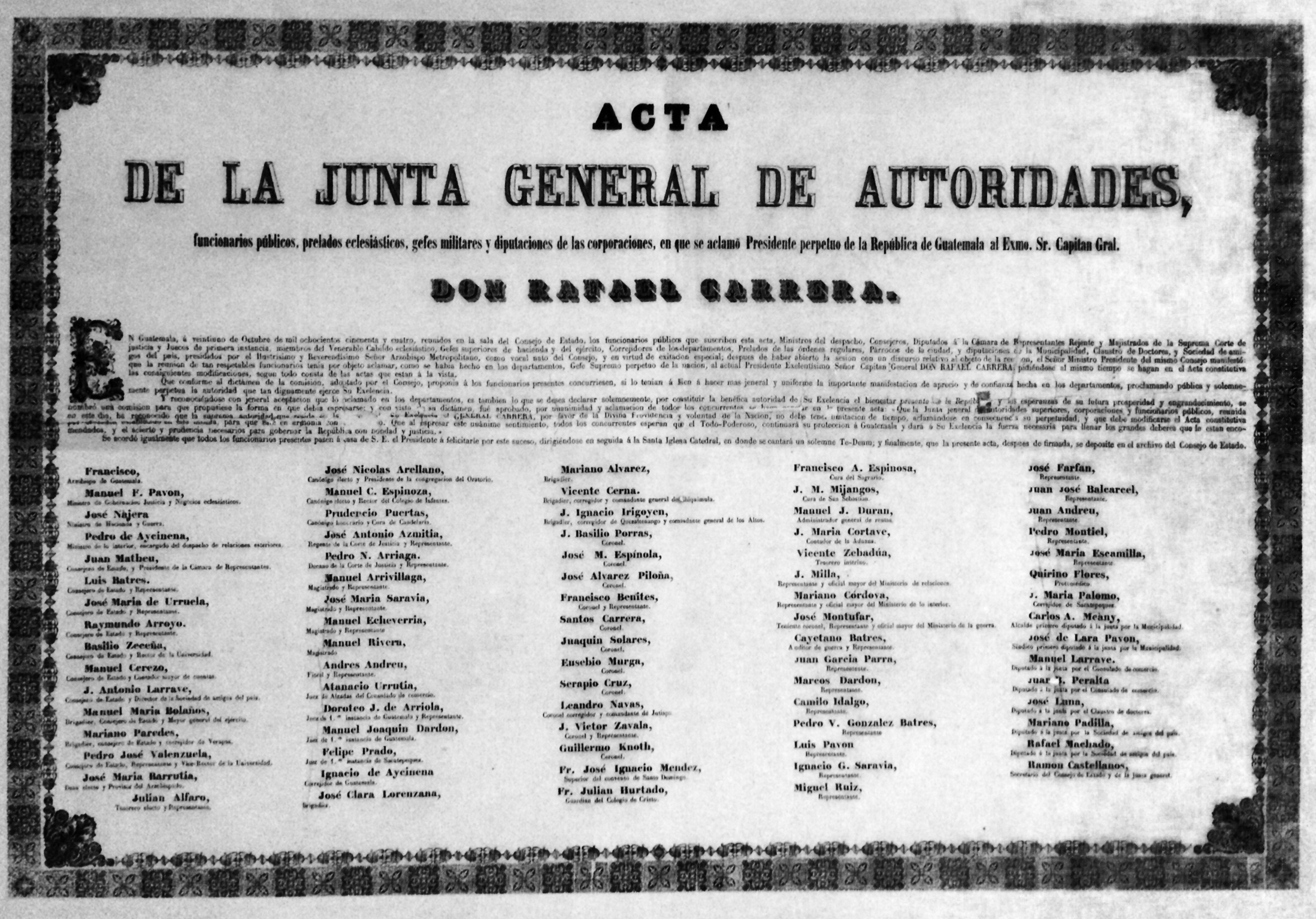
Acta en donde se declara presidente vitalicio a Rafael Carrera
La firma de Luis Batres Juarros es la quinta de la primera columna, de izquierda a derecha.
Museo Nacional de Historia de Guatemala.

| 1. Que se declare presidente perpetuo de la República al Excelentísimo señor capitán general don Rafael Carrera; 2. Que dicho señor tenga la facultad de nombrar sustituto interino, por ausencia o fallecimiento; convocar y disolver, cuando lo estime conveniente, a la Cámara de representantes, designando los negocios sobre los que ésta debe de deliberar en sus reuniones; y mandar hacer nuevas elecciones de diputados, por los que resulten disidentes; 3. Que la duración de la Cámara sea de siete años. —Tomado de: Hernández de León, F. (1930). El libro de las efemérides. Guatemala: Tipografía Sánchez y de Guise. |

Tras La Batalla de la Arada, el 22 de octubre de 1851 renunció el presidente Mariano Paredes; la Asamblea Nacional nombró a Carrera para que lo sustituyera, y este tomó posesión de la Presidencia el 6 de noviembre de 1851 tras haber solicitado a los representantes que modificasen la Constitución de la República a su conveniencia.
El 25 de octubre de 1854, Rafael Carrera fue nombrado presidente vitalicio de Guatemala, con la posibilidad de elegir a su sucesor; promovido por Manuel Francisco Pavón Aycinena el listado de firmantes estuvo compuesto en su mayoría por miembros del Clan Aycinena. Únicamente el claustro de la Pontificia Universidad de San Carlos se opuso al nombramiento con argumentos de que la presidencia vitalicia era prácticamente una monarquía, pero no fue escuchado.

### Tratado Wyke-Aycinena: Convención de límites de Belice

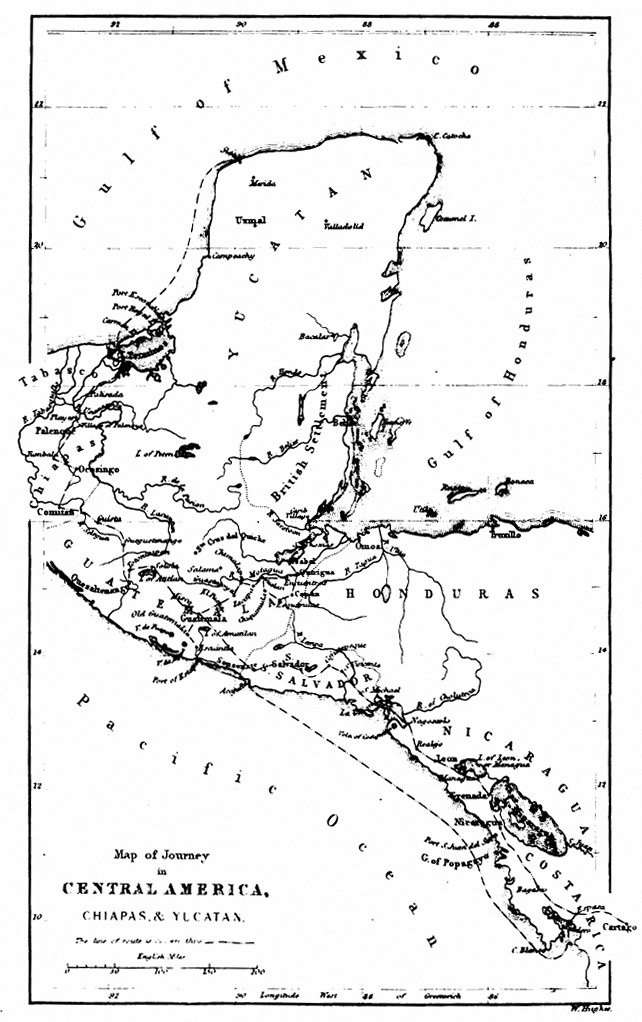
Mapa de la región de Yucatán, Belice, Guatemala, Honduras y El Salvador en 1939. Obsérvese que las fronteras entre México, Guatemala y Belice no estaban definidas.

El área que ocupa Belice en la península de Yucatán nunca fue ocupada por España o Guatemala, aunque España efectuó algunas expediciones exploratorias en el siglo xvi que le sirvieron de base para luego reclamar el área como suya; Guatemala simplemente heredó ese argumento para reclamar el territorio, pese a que nunca envió expediciones al área luego de la independencia debido a las guerras que se produjeron en Centroamérica entre 1821 y 1860. Por su parte, los ingleses habían establecido pequeños asentamiento desde mediados del siglo xvii, principalmente para bases de bucaneros y luego para explotación maderera; los asentamientos nunca fueron reconocidos como colonias británicas aunque estaban de alguna forma regidos por el gobierno inglés en Jamaica. En el siglo xviii Belice se convirtió en el principal punto de contrabando en Centroamérica aunque luego los ingleses reconocieron la soberanía española de la región por medio de los tratados de 1783 y de 1786, a cambio de que se terminaran las hostilidades con España y que los españoles autorizaran a los súbditos de la Corona británica a explotar las maderas preciosas que había en Belice.
Tras la independencia de la región centroamericana de la corona española en 1821, Belice se convirtió en la punta de lanza de la penetración comercial británica en el istmo centroamericano; casas comerciales inglesas se establecieron en Belice e iniciaron unas prósperas rutas comerciales con los puertos caribeños de Guatemala, Honduras y Nicaragua.
Los liberales tomaron el poder en Guatemala en 1829 tras vencer y expulsar a los miembros del Clan Aycinena y el clero regular de la Iglesia Católica e iniciaron un reclamo formal pero infructuoso sobre la región beliceña; esto, a pesar de que por otra parte, Francisco Morazán -entonces presidente de la Federación Centroamericana- en lo personal inició tratos comerciales con los ingleses, en especial el comercio de caoba. En Guatemala, el gobernador Mariano Gálvez entregó varias concesiones territoriales a ciudadanos ingleses, entre ellos la mejor hacienda de la Verapaz, Hacienda de San Jerónimo; estos tratos británicos fueron aprovechados por los curas párrocos en Guatemala -ya que el clero secular no había sido expulsado por no tener propiedades ni poder político- para acusar a los liberales de herejía e iniciar una revolución campesina contra los herejes liberales y a favor de la verdadera religión. Cuando llegó Rafael Carrera al poder en 1840 luego del triunfo de la revolución, no solamente no continuó con los reclamos sobre el territorio beliceño, sino que estableció un consulado guatemalteco en la región para velar por los intereses de Guatemala en ese importante punto comercial. El comercio beliceño fue preponderante en la región hasta 1855, cuando los colombianos construyeron un ferrocarril transoceánico en Panamá, permitiendo que el comercio fluyera más eficientemente en los puertos del Pacífico guatemalteco; a partir de este momento, Belice empezó a declinar en importancia.
Cuando se inició la Guerra de Castas en Yucatán -alzamiento indígena que dejó miles de colonos europeos asesinados- los representantes beliceños y guatemaltecos se pusieron en alerta; los refugiados yucatecos llegaban huyendo a Guatemala y a Belice e incluso el superintendente de Belice llegó a temer que Carrera -dado su fuerte alianza con los indígenas guatemaltecos- estuviera propiciando las revoluciones indígenas en Centroamérica. En la década de 1850, los ingleses demostraron tener buena voluntad hacia los países centroamericanos: se retiraron de la Costa de los Mosquitos en Nicaragua e iniciaron negociaciones que resultarían en la devolución del territorio en 1894, regresaron las Islas de la Bahía a Honduras e incluso negociaron con el filibustero estadounidense William Walker en un esfuerzo para evitar que este invadiera Honduras tras apoderarse de Nicaragua. Y firmaron un tratado sobre la soberanía de Belice con Guatemala -tratado que ha sido reportado desde entonces en Guatemala como el mayor error del gobierno conservador de Rafael Carrera-.
Pedro de Aycinena, como Ministro de Relaciones Exteriores, se había esforzado en mantener relaciones cordiales con la Corona británica. En 1859, la amenaza de William Walker se presentó nuevamente en Centroamérica; a fin de obtener las armas necesarias para enfrentarlo, el régimen de Carrera tuvo que cederle el territorio de Belice al Imperio Británico. El 30 de abril de 1859 se celebró la convención entre los representantes de Gran Bretaña y Guatemala para definir los límites con Belice, tras la cual se emitió un decreto en el que Guatemala se vio favorecida en el artículo séptimo, que estipula que Inglaterra abriría por su cuenta una vía de comunicación terrestre de la ciudad de Belice hasta la ciudad de Guatemala.
El controversial tratado Wyke-Aycinena de 1859 tenía dos partes:
- Los primeros seis artículos definían claramente la frontera Guatemala-Belice: Guatemala reconocía la soberanía inglesa sobre el territorio de Belice.[54]
- El séptimo artículo versa sobre la construcción de un camino hacia la Ciudad de Guatemala, el cual sería beneficioso para ambas partes, dado que Belice había perdido su importancia comercial desde la construcción del ferrocarril transoceánico en Panamá en 1855 y Guatemala necesita una vía de comunicación eficiente hacia la costa atlántica. Sin embargo, el camino nunca se construyó, primero porque los términos del artículo no estaban claros, lo que llevó a disputas entre guatemaltecos en ingleses sobre la ubicación exacta del camino, y luego, tras el derrocamiento de los conservadores en 1871 los liberales utilizaron el argumento de que el camino no estaba construido y dieron el tratado como nulo.[56]

El tratado fue ratificado por Carrera el 1.° de mayo de 1859, mientras que el cónsul de Inglaterra en Guatemala, Charles Lennox Wyke, viajó a Gran Bretaña para obtener la ratificación real, regresando a Guatemala el 26 de septiembre de 1859. Hubo algunas protestas del cónsul estadounidense en Guatemala, Beverly Clarke, y de algunos diputados, pero el asunto se dio por terminado.

### José Piñol y Batres y el fin de la presidencia de Manuel Estrada Cabrera

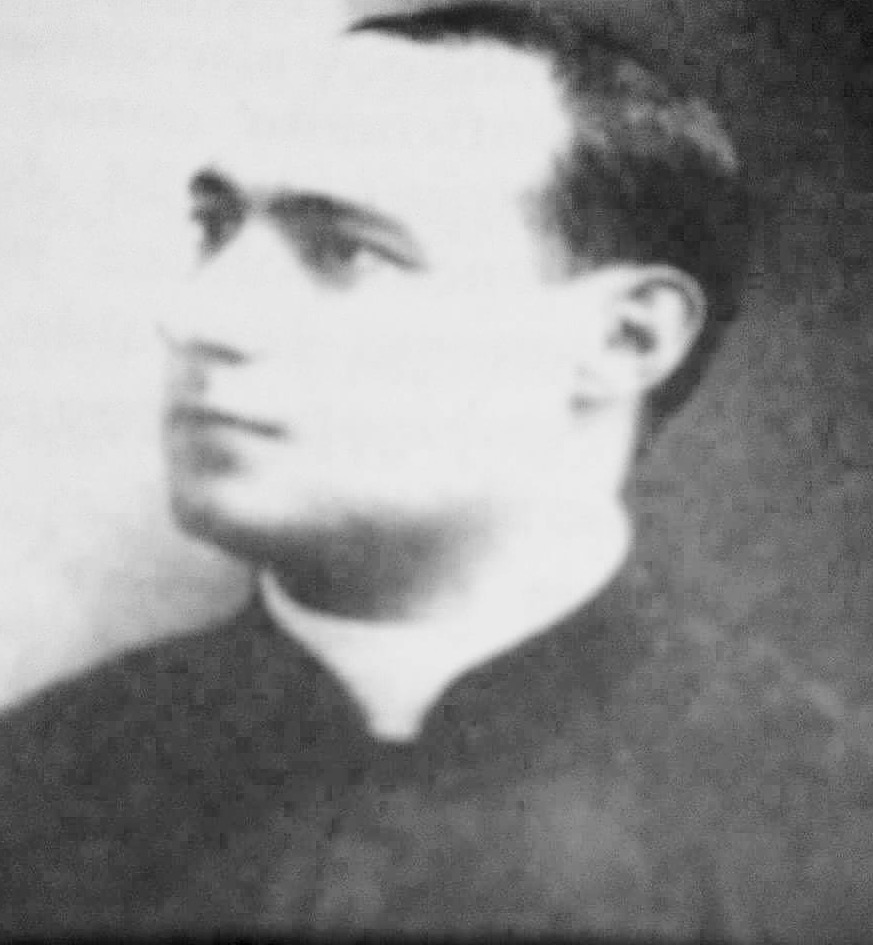
José Piñol y Batres, obispo de Faselli

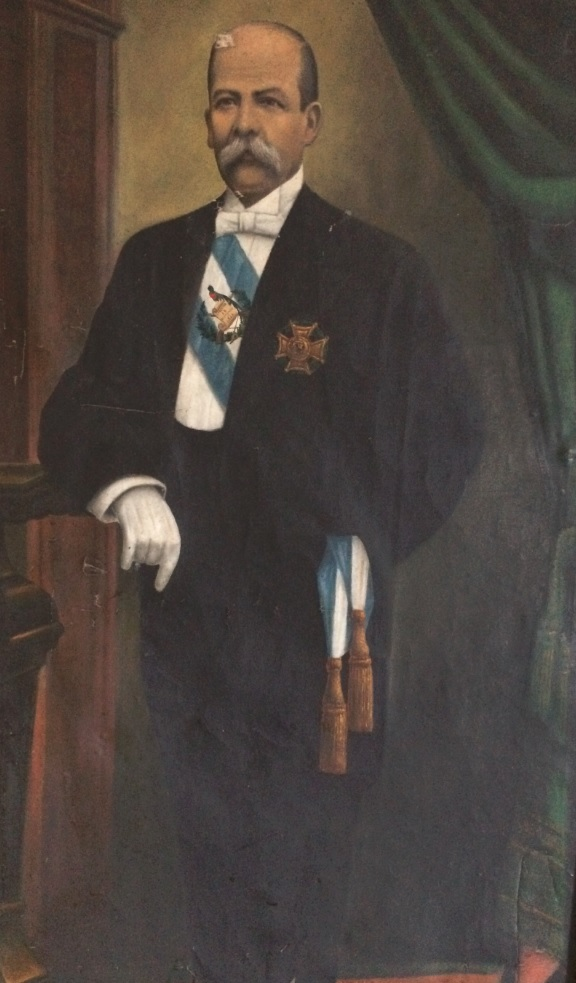
Retrato del presidente Manuel Estrada Cabrera durante su último mandato presidencial.

El presbítero y doctor José Piñol y Batres, miembro del clan Aycinena, fue elegido obispo de Granada en 1913; renunció a esa diócesis y entonces obtuvo el título de obispo de Faselli. En Guatemala, todavía seguía debilitado el papel de la Iglesia católica luego de las expulsiones y expropiaciones de 1829 y de 1871, e incluso varios presidentes liberales habían expulsado a los arzobispos metropolitanos. En 1914, el presidente Manuel Estrada Cabrera autorizó el nombramiento del arzobispo Julían Raimundo Riveiro, con quien llegó a un acuerdo en relación con las reglas del matrimonio civil y a la tolerancia de las procesiones exteriores.
En nueve conferencias pronunciadas en el templo de San Francisco durante el mes de mayo de 1919, las cuales fueron redactadas por su primo Manuel Cobos Batres, realizó la primera parte del programa que le fue encomendada por el resto del clan, ahora aglutinado en el llamado Partido Unionista y cuyo principal fin era terminar con el gobierno de más de veinte años del licenciado Manuel Estrada Cabrera. En esas conferencias predicó las doctrinas de Cristo, la justicia en las relaciones sociales, el amor, la piedad, la entereza en el cumplimiento del deber, la fe y la esperanza.
En la primera conferencia trató el tema de la religión falsificada de ignorancia, la hipocresía y el interés, criticando así veladamente al presidente Estrada Cabrera, pues se rumoraba que este practicaba brujerías. En la segunda conferencia habló del pésimo estado de la educación pública y privada y en la tercera afirmó que en Guatemala no había civilización pues no había respeto a la vida humana.
En la cuarta conferencia, que versó sobre la libertad, hizo mención de que los guatemaltecos no gozaban de libertad: entrar y salir del país no era siempre posible, ni lo era tampoco negociar con los propios bienes. Otras libertades de las que se había privado a los guatemaltecos era la de hacer valer sus derechos ante los tribunales, disponer del trabajo personal, elegir sin coacción a sus gobernantes y emitir libremente el pensamiento. Fue a partir de esta conferencia que quienes los escuchaban empezaron a perder el miedo a los agentes de la policía secreta del presidente. Los males del libertinaje fueron tratados por el obispo en su quinta conferencia, pero fue la sexta la que alborotó el ánimo de sus oyentes: en esa conferencia acusó a los administradores de rentas internas de corrupción y dejó claro que después de año y medio de los terremotos de 1917-18 que destruyeron la Ciudad de Guatemala, ésta seguía en ruinas y no se había rendido ningún informe de los subsidios donados por gobiernos extranjeros. Además acusó a los aduladores del presidente de ser responsable de la corrupción del carácter de este. Al final de esta conferencia fue saludado con tímidos aplausos y José Azmitia, uno de los principales líderes conservadores y católicos le besó respetuosamente la mano.
Ya para la séptima conferencia los agentes de la policía secreta desinflaron uno de los neumáticos del automóvil de la familia Ibargüen, que el obispo utilizaba para llegar al templo. Pero logró movilizarse en otro automóvil y logró impartir su conferencia. Sus conferencias terminaron con una conmovedora oración: «Señor de las naciones, acoge mi plegaria por este pueblo; es pequeño; ha sido pecador; pero Tú haces fecundar sus campos de manera admirable. Condúcelo, Señor, por la senda del bien y detén su decadencia moral. Yo te pido para él, con lágrimas en los ojos, como ciudadano e indigno prelado, estas tres cosas: verdad, justicia y libertad.» Curiosamente, estas conferencias estaban en concordancia con la política liberal que había derrocado al partido conservador y al Clan Aycinena en 1871: unidad de Centroamérica, democracia y progreso.
Estrada Cabrera estuvo muy molesto por las primeras críticas abiertas que recibía en mucho tiempo y quiso sancionar al obispo; ya otros presidentes liberales como Mariano Gálvez, Justo Rufino Barrios y Manuel Lisandro Barillas habían expulsado al arzobispo de Guatemala y a los miembros de las órdenes regulares de la iglesia católica por desavenencias políticas y con esa precedente se decidió a actuar: cuando el obispo se trasladó con su primo Manuel Cobos Batres pocos días después a la finca «La Trinidad», lo mandó a apresar. Piñol y Batres estaba en su dormitorio en la madrugada del 17 de mayo de 1919 cuando el jefe de una de las prisiones de la policía secreta, Gregorio González y un corpulento gendarme irrumpieron en su habitación y lo encañonaron; pero justo en ese momento entró la esposa de su primo y les dijo que el obispo no se podía vestir delante de ellos. Los agentes accedieron y se retiraron un momento, lo que aprovecharon el obispo y la esposa de Cobos Batres para deshacerse de documentos que incriminaban a los unionistas conservadores.
El obispo fue llevado a la cárcel de Escuintla pero cuando los guardias del penal se arrodillaron ante él, las autoridades se dieron cuenta de que no podrían retenerlo en prisión por su alta jerarquía eclesiástica. Entonces, Estrada Cabrera recurrió al arzobispo metropolitano, Julián Raymundo Riveiro, quien había sido nombrado a la mitra guatemalteca gracias a las influencias del presidente en 1914, y quien confinó al obispo conservador a prisión domiciliaria en el Palacio Arzobispal, y el presidente dio orden de que sus visitantes quedaran en prisión. Al cumplirse las órdenes, muchas damas y niños de las familias del Clan Ayicinena fueron hechos prisioneros, haciendo que los hombres no se animaran a visitar al obispo. Pero el clan Aycinena era influyente y logró que autoridades eclesiásticas de varias partes del mundo solicitaran al presidente de Estados Unidos Woodrow Wilson que sancionara el gobierno de Estrada Cabrera por la prisión del obispo: de esta cuenta, el secretario privado de Wilson, el Sr. Tumulti -quien gobernaba de hecho en Estados Unidos porque Wilson ya sufría de parálisis para entonces- emitió un comunicado el 19 de agosto de 1919 en que aseguraba que el gobierno de los Estados Unidos no permitiría una nueva reelección del presidente guatemalteco. De esta forma, utilizando el pretexto del maltrato al obispo, el gobierno de Estados Unidos castigaba a Estrada Cabrera por no haber conseguido formar la República Suroriental en 1917; pero esto no preocupó demasiado al licenciado Estrada Cabrera: su período constitucional finalizaba en 1923, mientras que el de Wilson lo hacía en 1921 y con respecto al nuevo presidente, bastaba con hacer lo que siempre hacía: contribuir con un millón de dólares a la campaña del candidato republicano y con un monto igual por el del candidato demócrata. Eso sí, dejó en libertad al obispo para evitar polémicas mayores el 21 de agosto de 1919; el obispo salió de su prisión domiciliaria en el Palacio Arzobispal directamente hacia el exilio a los Estados Unidos y únicamente fueron a despedirlo su primo Manuel Cobos Batres, la familia de este y un amigo en común.

### Álvaro Arzú
Enrique Arzú Cobos, primo de Manuel Cobos Batres, fundador del Partido Unionista en 1920, contrajo matrimonio con Carmen Irigoyen; uno de sus hijos fue Álvaro Arzú, fundador del moderno Partido Unionista, el cual pretende rescatar el pasado histórico de los hermanos Cobos Batres. Durante el conflicto armado, Álvaro Arzú fue un miembro activo del partido de ultraderecha Movimiento de Liberación Nacional -MLN-, organización que se autodefinió como «el partido de la violencia organizada». Posteriormente, Arzú fue director del Instituto Guatemalteco de Turismo -INGUAT- durante el gobierno de Fernando Romeo Lucas García, cuando su suegro, el empresario azucarero y algodonero Raúl García Granados, era Secretario de la Presidencia.
En 1982, Arzú ganó la alcaldía metropolitana apoyado por la Democracia Cristiana Guatemalteca (DCG) y Partido Nacional Renovador (PNR) –cuyo máximo dirigente era Alejandro Maldonado Aguirre, hoy magistrado de la Corte de Constitucionalidad y dirigente del PU - pero no la ocupó en protesta contra el golpe de Estado de Efraín Ríos Montt. Tres años después, en 1985, volvió a ganar la alcaldía con el Comité Cívico Plan de Avanzada Nacional. Durante el mandato de Vinicio Cerezo, Arzú fundó, en 1989, el Partido de Avanzada Nacional (PAN) con el cual se lanzó como candidato presidencial con el prominente azucarero, industrial y financiero Fraterno Vila como su compañero de fórmula. Luego, durante el gobierno del ingeniero Jorge Serrano Elías, fungió como Ministro de Relaciones Exteriores, período en que el PAN ocupó cuatro ministerios en carteras importantes y varios viceministerios. En 1995, Arzú llegó a la presidencia y durante el primer año de su mandato, en 1996, se firmaron los Acuerdos de Paz. Su gabinete presidencial incluyó a prominentes figuras de las élites políticas tradicionales como Fritz García Gallont , Luis Flores Asturias, Juan José Serra Castillo y Óscar Berger Perdomo. La socióloga y politóloga Con la llegada de Arzú al poder se produjo «una recomposición del bloque histórico hegemónico en donde el núcleo oligárquico tradicional no se ha visto desplazado del poder sino más bien se recicla, se mimetiza y llega de nuevo al gobierno por la vía de las urnas; presenta una nueva imagen de empresarios modernizantes y vuelve a reforzar, de este modo, el poder de las redes familiares». En el siglo xxi, el clan Aycinena ha pasado a ser el «clan Arzú» y el poderoso grupo empresarial García-Granados (Grupo Buena) que lo respalda, logrando afianzar su poder sobre la municipalidad capitalina.

## Principales miembros
Los principales miembros del Clan Aycinena han sido:
| Nombre                                   | Retrato | Nacimiento Fallecimiento | Descripción |
| ---------------------------------------- | ------- | ------------------------ | --- |
| Juan Fermín de Aycinena e Irigoyen       |         | 1729-1796                | Fundador del Clan y primer Marqués de Aycinena. |
| José Alejandro de Aycinena y Carrillo    |         | 1767-1826                | Hijo de la primera esposa de Juan Fermín de Aycinena, fue rector de la Real y Pontificia Universidad de San Carlos de Borromeo, alcalde de la Ciudad de Guatemala y abogado de la Real Audiencia. Fue también coronel de Milicias Disciplinadas y combatió los intentos revolucionarios en Guatemala junto a José María Peinado bajo las órdenes del Capitán General José de Bustamante y Guerra en 1810, que se originaron luego del levantamiento del cura Miguel Hidalgo y Costilla en la Nueva España. Posteriormente, fue el gobernador político y militar de la Intendencia de San Salvador de 1811 a 1812.                                                                 |
| Antonio de Larrazábal y Arrivillaga      |         | 1769-1853                | Canónigo del cabildo eclesiástico de Guatemala y diplomático ante las Cortes de Cádiz. Tras el golpe de Estado en España estuvo prisionero en Cádiz y luego en el Convento de Belén Guatemala hasta 1820, pero al salir de prisión fue elegido como rector de la Real y Pontificia Universidad de San Carlos Borromeo. Tras la expulsión del arzobispo de Guatemala Ramón Casaus y Torres, de las órdenes regulares y del Clan Aycinena por el general liberal Francisco Morazán en 1829, Larrazábal se quedó en Guatemala en su calidad de miembro del clero secular y como provisor y vicario de la Catedral Metropolitana, trabajando para que el arzobispo regresara al país. |
| Mariano de Aycinena y Piñol              |         | 1789-1855                | Fue gobernador del Estado de Guatemala entre 1827 y 1829. |
| María Teresa de Aycinena y Piñol         |         | 1784-1841                | Monja carmelita que fue conocida en su tiempo por las manifestaciones espirituales que tuvo y que incluyeron entre otras, los estigmas de Cristo. Llegó a ser abadesa en 1829. En el siglo xxi se reinició su proceso de beatificación. |
| Antonio José de Irisarri                 |         | 1786-1868                | Militar, político, diplomático y escritor guatemalteco-chileno que destacó en la independencia de Chile. |
| Juan José de Aycinena y Piñol            |         | 1789-1865                | Obispo de Trajanópolis. Rector de la Universidad de San Carlos de 1825 a 1829 y de 1840 a 1865. Pensador duramente criticado por los historiadores liberales por su relación con el gobierno conservador de los treinta años del general Rafael Carrera que eliminó la posibilidad de conseguir la unión centroamericana que pretendían los liberales. Responsable intelectual del Concordato de 1854. |
| José Batres Montúfar                     |         | 1809-1844                | Escritor, político, ingeniero y militar. Se le ha llamado el mejor poeta guatemalteco del siglo xix, por su obra intelectual sin parangón en las letras de ese tiempo en Guatemala, sólo comparable a lo que consiguió en la prosa el novelista José Milla y Vidaurre, promotor de la difusión de las composiciones de Batres Montúfar, prontamente olvidadas incluso en las décadas siguientes a su deceso. Entre muchos de los escritores que lo mencionaron, como Menéndez y Pelayo y José Martí, el célebre erudito de la literatura hispanoamericana Pedro Henríquez Ureña diría de él: «El mejor de los poetas dotados del don del humor».                                  |
| Pedro de Aycinena                        |         | 1802-1897                | Ministro de Gobernación, Justicia y asuntos eclesiásticos, y Ministro de Relaciones Exteriores del presidente Rafael Carrera. Ratificó el Concordato de 1854. Fue presidente provisorio de Guatemala cuando falleció el presidente Carrera en abril de 1865. |
| Luis Batres Juarros                      |         | 1802-1862                | Ideólogo conservador del régimen de Rafael Carrera. Fue consejero del presidente Carrera y su esposa -Adelaida de García Granados y Zavala- fue tutora de Petrona García Morales de Carrera, la esposa del general Rafael Carrera. |
| Manuel Francisco Pavón Aycinena          |         | 1798-1855                | Líder del Clan. Durante el primer gobierno de Carrera y tras la batalla de La Arada y su ascenso definitivo al poder, Pavón Aycinena tuvo numerosos cargos públicos: fue secretario de la Asamblea Legislativa, diplomático, editor en jefe de la Gaceta oficial del gobierno y sirvió como Ministro en todas las dependencias del ejecutivo, que entonces eran: Hacienda, Guerra, Justicia, Relaciones Exteriores, Gobernación y Asuntos Eclesiásticos, y en todos sirvió Pavón Aycinena. Se considera que fue él quien estructuró el Ejectuvio guatemalteco. |
| José María Peinado                       |         | 1769-1820                | Fue intendente colonial de la Intendencia de San Salvador. Estuvo en el cargo dos veces, de 1812 hasta 1814 y de 1818 hasta su muerte en 1820. Además, fue canciller de la Real Audiencia en 1789, regidor perpetuo del ayuntamiento de Guatemala y receptor general de Penas de la Cámara de la Real Audiencia en 1794. Junto con José Alejandro de Aycinena combatió las sublevaciones de El Salvador de 1811, bajo las órdenes del Capitán General José de Bustamante y Guerra. |
| Jorge de Viteri y Ungo                   |         | 1802-1853                | Destacado orador y uno de los principales consejeros del general Rafael Carrera; fue miembro del Consejo de Estado de Guatemala desde marzo de 1840, y en 1842 visitó el Vaticano en donde consiguió que se estableciera una diócesis para El Salvador. elevando también su parroquia al rango de catedral. El 28 de enero de 1843 fue elegido como el primer Obispo de San Salvador. Posteriormente fue Obispo de León en Nicaragua. |
| María Josefa de García Granados y Zavala |         | 1796-1848                | Poetisa, escritora y periodista. Era hermana de Adelaida -esposa de Luis Batres Juarros- y de Miguel García Granados quien en 1871 fue uno de los líderes de la Reforma Liberal. Feminista adelantada a su tiempo dirigió periódicos en la Ciudad de Guatemala. Fue maestra de piano y amiga del poeta José Batres Montúfar y participó de las tertulias de los gobernadores del Estado de Guatemala en su tiempo. |
| Álvaro Arzú Irigoyen                     |         | 1946-2018                | Político. Sobrino de Manuel Cobos Batres, ha sido director del Instituto Guatemalteco de Turismo, alcalde de la Ciudad de Guatemala, ministro de Relaciones Exteriores y Presidente de la República. Desde su gobierno, el clan Aycinena recuperó el poder que había perdido en 1871; esta vez, en lugar de una revolución utilizaron las urnas para alcanzarlo. |